# Chu Văn Tiến
Chu Văn Tiến (tiếng Trung: 朱文進; bính âm: Zhū Wénjìn) (?- 14 tháng 2 năm 945) là một tướng lĩnh, và sau đó đoạt lấy hoàng vị của nước Mân thời Ngũ Đại Thập Quốc. Năm 944, ông ám sát Hoàng đế Vương Diên Hy và cố gắng đoạt quyền kiểm soát nước Mân. Chưa đầy một năm sau, ông lại bị thuộc hạ là Lưu Nhân Hàn (林仁翰) sát hại nhằm quy phục Vương Diên Chính.

## Trước thời Vương Diên Hy
Chu Văn Tiến là người Vĩnh Thái. Trong thời gian trị vì của Huệ Tông Vương Diên Quân, người này tập hợp những binh sĩ thân tín của Thái Tổ Vương Thẩm Tri thành hai đội quân là Củng thần đô và Khống hạc đô. Vương Diên Quân bị sát hại trong một chính biến vào năm 935, kế vị là Vương Kế Bằng (Vương Sưởng). Vương Sưởng lại mộ 2.000 tráng sĩ để lập ra đội quân phúc tâm, có hiệu là Thần Vệ (宸衛) đô, lộc thưởng đều nhiều hơn so với hai đội quân kia. Vương Sưởng cũng thường hà hiếp hai quân sứ là Chu Văn Tiến và Liên Trọng Ngộ. Có người nói rằng binh sĩ Củng Thần và Khống hạc oán và muốn làm loạn, do vậy Vương Sưởng định phân họ đến đồn trú tại Chương châu và Tuyền châu, khiến họ càng thêm giận dữ.
Ngày Ất Tị (6) tháng 7 năm Kỉ Hợi (24 tháng 7 năm 939), Bắc cung của Mân bị hỏa hoạn thiêu hủy. Sau sự kiện, không bắt được kẻ phá hoại, Vương Sưởng mệnh Liên Trọng Ngộ đưa binh trong ngoài doanh đi quét dọn tro tàn, mỗi ngày có đến vạn người phải lao dịch, sĩ tốt hết sức khổ sở. Vương Sưởng nghi ngờ Liên Trọng Ngộ là người mưu phóng hỏa và dự định diệt trừ người này, Nội học sĩ Trần Đàm (陳郯) bí mật thông báo sự việc cho Liên Trọng Ngộ. Đêm ngày Tân Tị (12) tháng 7 nhuận (29 tháng 8), Liên Trọng Ngộ dẫn theo binh sĩ Củng thần và Khống hạc tấn công vào Trường Xuân cung (長春宮) do Vương Sưởng đang ở đó, cho người đến nghênh Hoàng thúc Vương Diên Hy làm hoàng đế. Vương Sưởng bị bắt trong lúc chạy trốn và bị giết

## Phụng sự Vương Diên Hy
Củng thần đô chỉ huy sứ Chu Văn Tiến, Các môn sứ Liên Trọng Ngộ do khi trước sát hại Vương Kế Bằng nên thường lo sợ cho tính mạng của bản thân, họ sử dụng việc kết hôn để củng cố quyền lực. Họ càng trở nên lo sợ khi Vương Diên Hy trong khi say rượu đã giết đồng đảng của họ là Khống hạc chỉ huy sứ Ngụy Tòng Lãng (魏從朗). Vương Diên Hy từng uống rượu rồi ngâm thơ của Bạch Cư Dị "duy hữu nhân tâm tương đối gian, chỉ xích chi tình bất năng liệu", khi đó hai người cũng có mặt. Hai người khóc lóc và vái lậy Vương Diên Hy nhiều lần, nói rằng sẽ trung thành, song Vương Diên Hy không đáp lại, khiến họ rất sợ hãi.
Trong khi đó, Lý hậu đố kỵ Thượng hiền phi do hiền phi được Vương Diên Hy sủng ái, Hoàng hậu muốn giết Vương Diên Hy để nhi tử của bà là Vương Á Trừng kế vị, vì thế sai người nói với Chu Văn Tiến và Liên Trọng Ngộ rằng Vương Hy nghi ngờ họ. Khi đó hậu phụ Lý Chân có bệnh, ngày Ất Dậu tháng (13) 3 năm Giáp Thìn (8 tháng 4 năm 944), Vương Hy đến phủ đệ của Lý Chân để thăm hỏi. Chu Văn Tiến và Liên Trọng Ngộ sai Củng thần mã bộ sứ Tiền Đạt (錢達) ám sát Vương Hy ngay trên ngựa. Họ triệu tập bá quân đến triều đường, tuyên bố rằng Mân Thái Tổ Vương Thẩm Tri lập Mân quốc song tử tôn dâm ngược hoang trụy, rằng Trời chán ghét Vương thị, nên đổi sang chọn người có đức để lập làm vua.
Quần thần chẳng ai dám có lời, Liên Trọng Ngộ liền suy Chu Văn Tiến lên điện, khoác áo cổn đội mũ miện, sai quần thần bái nhiều lần và xưng thần.

## Làm vua
Chu Văn Tiến cho bắt giữ khoảng 50 tông tộc Vương thị rồi giết họ, song cho an táng Vương Diên Hy với nghi thức dành cho hoàng đế, truy thụy hiệu và miếu hiệu. Lễ bộ thượng thư, Phán tam ty Trịnh Nguyên Bật (鄭元弼) từ chối việc khuất phục, Chu Văn Tiến ban đầu truất chức quan của người này và cho về hưu. Trịnh Nguyên Bật lại định chạy đến Kiến châu (tức đến chỗ em trai của Vương Diên Hy là Vương Diên Chính, Diên Hy và Diên Chính xảy ra nội chiến trong nhiều năm, Diên Chính xưng là hoàng đế của Ân tại Kiến châu do vậy Chu Văn Tiến giết người này. Chu Văn Tiến cho Liên Trọng Ngộ đứng đầu lục quân. Chu Văn Tiến cố đảo nghịch các chính sách mất lòng dân của Vương Diên Hy khi trước, ông hạ lệnh xuất cung nhân, bãi bỏ xây dựng cung thất.
Vương Diên Chính khiển Thống quân sứ Ngô Thành Nghĩa (吳成義) thảo phạt Chu Văn Tiến, song không thành công. Sau đó Chu Văn Tiến cho Xu mật sứ Bào Tư Nhuận (鮑思潤) giữ thêm chức Đồng bình chương sự, cho Vũ lâm thống quân sứ Hoàng Thiệu Pha (黃紹頗) giữ chức Tuyền châu thứ sử, cho Tả quân sứ Trình Văn Vĩ (程文緯) giữ chức Chương châu thứ sử. Đinh châu Hứa Văn Chẩn (許文稹) cũng hàng Chu Văn Tiến. Chu Văn Tiến cử sứ sang Nam Đường, song Hoàng đế Nam Đường là Lý Cảnh lại cho bắt giam sứ giả và định tấn công Chu Văn Tiến, song do trời nóng và có dịch bệnh nên phải dừng lại.
Chu Văn Tiến tự xưng là Uy Vũ lưu hậu, quyền tri Mân quốc sự, khiển sứ phụng biểu xưng là phiên quốc của Hậu Tấn. Ngày Quý Sửu (13) tháng 8 năm đó (3 tháng 9), Hoàng đế Thạch Trọng Quý của Hậu Tấn bổ nhiệm Chu Văn Tiến làm Uy Vũ tiết độ sứ, tri Mân quốc sự.
Các sĩ quan ở Tuyền châu là Lưu Tùng Hiệu, Vương Trung Thuận (王忠順), Đổng Tư An (董思安), và Trương Hán Tư (張漢思) bất bình trước việc Chu Văn Tiến đồ diệt Vương thị, khiển phúc tâm phân cứ tại các châu, lại nghĩ truyền đời chịu ơn của Vương thị, sợ rằng nếu cứ phục vụ Chu Văn Tiến thì đến khi Vương Diên Chính chiếm Phúc châu sẽ vừa chết vừa thẹn. Tháng 11 ÂL, họ ám sát Hoàng Thiếu Pha và quy phục Ân, ủng hộ cháu của Vương Diên Chính là Vương Huân (王繼勳) làm chủ quân phủ. Tướng Trình Mô (程謨) ở Chương châu biết tin thì giết Trình Văn Vĩ, lập cháu của Vương Diên Chính là Vương Kế Thành (王繼成) tạm quyền cai quản châu sự. Đinh châu thứ sử Hứa Văn Chẩn cũng phụng biểu thỉnh hàng Ân.
Ngày Quý Sửu (15) tháng 12 cùng năm (1 tháng 1 năm 945), Hoàng đế Hậu Tấn bổ nhiệm Chu Văn Tiến làm Đồng bính chương sự, Mân quốc vương.
Chu Văn Tiến hay tin Hoàng Thiệu Pha bị giết thì rất tức giận, dùng cách trọng thưởng mộ được hai vạn binh, khiển Thống quân sứ Lâm Thủ Lượng (林守諒) và Nội khách tỉnh sứ Lý Đình Ngạc (李廷鍔) đem quân tiến công Tuyền châu, tiếng chiêng trống 500 lý vẫn còn nghe thấy. Vương Diên Chính khiển Đại tướng quân Đỗ Tiến (杜進) đem hai vạn binh đến cứu Tuyền châu. Lưu Tùng Hiệu giao chiến với quân Phúc châu, giết Lâm Thủ Lượng và bắt giữ Lý Đình Ngạc. Vương Diên Chính khiển Ngô Thành Nghĩa đem một nghìn chiến hạm tiến công Phúc châu, Chu Văn Tiến khiển tử đệ đến Ngô Việt làm con tin để cầu cứu.
Trong khi đó, tướng Nam Đường là Tra Văn Huy (查文徽) tiến công Kiến châu, song đến khi hay tin Chương châu, Tuyền châu và Đinh châu đều quy phục Ân thì đem quân triệt thoái đến Kiến Dương. Hay tin về quân Nam Đường, Ngô Thành Nghĩa quyết định sử dụng việc này để lừa người dân Phúc châu, Ngô Thành Nghĩa tuyên bố với họ rằng quân Nam Đường thực ra tiếp viện cho Ân thảo tặc, người Phúc châu càng sợ hãi. Ngày Ất Mùi (27) tháng 12 nhuận (12 tháng 2 năm 945), Chu Văn Tiến cầu hòa bằng cách khiển Đồng bình chương sự Lý Quang Chuẩn (李光准) dâng quốc bảo cho Ân. Tuy nhiên, đến ngày Đinh Dậu (29) cùng tháng, Phúc châu nam lang thừa chỉ Lâm Nhân Hàn (林仁翰) tiến hành binh biến, đem 30 người đến phủ đệ của Liên Trọng Ngộ. Tự vệ của Liên Trọng Ngộ thấy thế thì chạy trốn. Lâm Nhân Hàn cầm cây trượng dài đâm thẳng vào Liên Trọng Ngộ, sau đó cắt lấy thủ cấp để thị chúng, nói rằng Vương Diên Chính sắp đến và cần bắt Chu Văn Tiến để chuộc tội, dân chúng theo Lâm Nhân Hàn. Lâm Nhân Hàn giết Chu Văn Tiến rồi mở cổng thành Phúc châu nghênh Ngô Thành Nghĩa nhập thành, đem thủ cấp của Trọng Ngộ và Văn Tiến đến Kiến châu dâng Vương Diên Chính.